# Unterseeboot 708
L'Unterseeboot 708 ou U-708 est un sous-marin allemand (U-Boot) de type VIIC utilisé par la Kriegsmarine pendant la Seconde Guerre mondiale.
Le sous-marin est commandé le 6 août 1940 à Hambourg (H. C. Stülcken Sohn), sa quille est posée le 31 mars 1941, il est lancé le 24 mars 1942 et mis en service le 24 juillet 1942 de l'Oberleutnant zur See Werner Heintze.
L'U-708 n'effectue aucune patrouille, par conséquent il n'endommage ni ne coule aucun navire.
Il est sabordé en mai 1945 à Wilhelmshaven et démoli en 1947.

## Conception
Unterseeboot type VII, l'U-708 avait un déplacement de 769 tonnes en surface et 871 tonnes en plongée. Il avait une longueur totale de 67,10 m, un maître-bau de 6,20 m, une hauteur de 9,60 m et un tirant d'eau de 4,74 m. Le sous-marin était propulsé par deux hélices de 1,23 m, deux moteurs diesel Germaniawerft M6V 40/46 de 6 cylindres en ligne de 1 400 cv à 470 tr/min, produisant un total de 2 060 à 2 350 kW en surface et de deux moteurs électriques Garbe, Lahmeyer & Co. RP 137/c de 375 cv à 295 tr/min, produisant un total 550 kW, en plongée. Le sous-marin avait une vitesse en surface de 17,7 nœuds (32,8 km/h) et une vitesse de 7,6 nœuds (14,1 km/h) en plongée. Immergé, il avait un rayon d'action de 80 milles marins (150 km) à 4 nœuds (7,4 km/h; 4,6 milles par heure) et pouvait atteindre une profondeur de 230 m. En surface son rayon d'action était de 8 500 milles nautiques (soit 15 700 km) à 10 nœuds (19 km/h).
L'U-708 était équipé de cinq tubes lance-torpilles de 53,3 cm (quatre montés à l'avant et un à l'arrière) qui contenait quatorze torpilles. Il était équipé d'un canon de 8,8 cm SK C/35 (220 coups) et d'un canon antiaérien de 20 mm Flak. Il pouvait transporter 26 mines TMA ou 39 mines TMB. Son équipage comprenait 4 officiers et 40 à 56 sous-mariniers.

## Historique
Il passe son temps d'entraînement initial et de formation dans la 8. Unterseebootsflottille jusqu'au 30 septembre 1943, puis il rejoint son unité de combat dans la 7. Unterseebootsflottille. À partir du 1er février 1944, il est affecté comme navire école, dans la 5. Unterseebootsflottille, dans la 21. Unterseebootsflottille et dans la 31. Unterseebootsflottille.
Pendant trois années il sert de navire-école, pour l'entrainement et la formation des équipages de sous-mariniers. 
Il est sabordé le 5 mai 1945 dans la base de Wilhelmshaven, suivant les ordres de l'amiral Karl Dönitz (Opération Regenbogen).
Son épave est renflouée et démolie en 1947.

## Affectations
- 8. Unterseebootsflottille du 24 juillet 1942 au 30 septembre 1943 (Période de formation).
- 7. Unterseebootsflottille du 1er octobre 1943 au 1er février 1944 (Unité combattante).
- 5. Unterseebootsflottille du 1er février 1944 au 1er avril 1944 (Période de formation).
- 21. Unterseebootsflottille du 1er avril 1944 au 15 mars 1945 (Navire-école).
- 31. Unterseebootsflottille du 16 mars 1945 au 5 mai 1945 (Période de formation).

## Commandement
- Oberleutnant zur See Werner Heintze du 24 juillet 1942 à juin 1943.
- Oberleutnant zur See Klaus Andersen de juin 1943 au 29 février 1944.
- Oberleutnant zur See Ewald Pick du 1er mars 1944 au 14 avril 1944.
- Oberleutnant zur See Herbert Kühn du 15 avril 1944 au 5 avril 1945.